# جندي المستقبل (مجلة)
مجلة جندي المستقبل هي مجلة كويتية شهرية تصدرها مديرية التوجيه المعنوي والعلاقات العامة التابعة لوزارة الدفاع الكويتية، رئيس التحرير والمشرف العام العقيد الركن أحمد محمد الرحماني، نائب رئيس التحرير المقدر ركن بدر سالم الشطي، مدير التحرير نجاة رمضان الخليفة، الإخراج والتنفيذ منال عيبه، صدر العدد الأول عام 1992، القطع 28×21سم، توجه المجلة إلى الأطفال من سن 7 إلى 17 سنة. يكتب مدير التحرير افتتاحية كل عدد تحت عنوان «أحبائي جنود المستقبل»
تنقل المجلة من الموسوعات العربية المترجمة مع الإشارة إلى ذلك مثل باب عالم المستقبل المنقول عن الدار العربية للعلوم وتعتمد على القصص الكرتونية لكنها مصاغة بأسلوب أقل حرفية، جيث تخلو القصص من البالونات مما يعني أن القصص محكاة بشكل نثري وليس بالشكل المألوف، عدد صفحات الكرتون يصل إلى 11 صفحة من بين 32 صفحة من صفحات المجلة، تحتوي المجلة على تسالي تقليدية من الفكاهات والاختلافات والتفاصيل غير المنطقية، بالإضافة إلى التلوين تنشر المجلة صوراً للقراء ومساهماتهم تكون عادة محدودة الإطار، وليس للمجلة أي ملحق. وهناك مسابقات في المعلومات العلمية والعامة، وليست هناك إشارة إلى نوع الهدايا التي تمنح للفائزين، شعار المجلة رجال الغد وجندي المستقبل، لا تعتمد على الإعلانات وتحوي فهرساً محدوداً لا يذكر إلا بعض مواد العدد وليست هناك إشارة إلى سعر المجلة أو حتى أنها تباع.

## الأبواب
- المفكر الصغير
- عالم المستقبل
- المكتبة العسكرية
- نادي الأصدقاء
- بريد الأصدقاء
- أنت والإنترنت
- ألعاب وتسالي
- كويت الماضي
- أحباب الله
- حكماء وقادة
- مسابقة العدد
- اصنع بنفسك
- كاريكاتير